# Dārābdīn-e Rowshan
Dārābdīn-e Rowshan (persiska: دارابدين روشن) är en ort i Iran.   Den ligger i provinsen Mazandaran, i den norra delen av landet, 160 km nordost om huvudstaden Teheran. Antalet invånare är 659.
Terrängen runt Dārābdīn-e Rowshan är mycket platt. Runt Dārābdīn-e Rowshan är det tätbefolkat, med 790 invånare per kvadratkilometer. Närmaste större samhälle är Babol, 16,6 km sydväst om Dārābdīn-e Rowshan. Trakten runt Dārābdīn-e Rowshan består till största delen av jordbruksmark.